# معاوية بن هشام
أبو شاكر مُعَاوية بن هشام بن عبد الملك بن مروان الأموي القرشي (90 هـ - 119 هـ / 708م - 737م) أمير أموي أبوه الخليفة هشام بن عبد الملك، ولاه أبوه غزو الصائفة فغزا بلاد الروم سنواتٍ عديدة وفتح العطاسين وسقلة والبرة وخرشنة، كما غزا دابق والعمق. وهو والد الأمير عبد الرحمن الداخل مؤسس الدولة الأموية في الأندلس بعد سقوط الدولة الأموية في الشام، وقد توفي معاوية في سنة 119 هـ بعد أن سقط عن فرسه وهو في رحلة صيد.

## أولاده
كان له ثلاثة عشراً ولداً من الذكور ومنهم:
- عبد الرحمن بن معاوية وهو المعروف بالداخل الذي أسس الدولة الأموية في الأندلس.
- هشام بن معاوية وقد ولد بعد وفاة أبيه.
- عبد الله بن معاوية وولده بالأندلس.
- الوليد بن معاوية وولده بالأندلس ويقال لهم المغيريين.
- عبيد الله بن معاوية
- يحيى بن معاوية وهو شقيق عبد الرحمن الداخل وقد قتل في معركة الزاب على يد بني العباس.
- المنذر بن معاوية.
- أبان بن معاوية وقد قتله بنو العباس في الشام وأحفاده بالأندلس.
- أمية بن معاوية قتله مروان صبرا.
- إسماعيل بن معاوية.
- معاوية بن معاوية.